# لاهرود
لاهرود (بالفارسية: لاهرود) هي مدينة تقع في إيران في Meshgin Sharqi District. يقدر عدد سكانها بـ 2,961 نسمة .